# John-Ragnar Aarset
John-Ragnar Kvam Aarset (Geilo, 18 de diciembre de 1973) es un político noruego, asesor y director. Ha sido líder de la Juventud Conservadora Noruega, secretario general de Høyre y secretario de estado en el Ministerio de Transportes. También tuvo experiencia en la industria de las relaciones públicas. 

## Biografía
Nació el 18 de diciembre de 1973 en Geilo, localidad del municipio de Hol, Noruega, en el valle de Hallingdal. Aarset tiene una licenciatura en ciencias culturales y sociales de la Universidad de Oslo.
Trabajó como desarrollador de proyectos en Konsensus de 2000 a 2008, fue asesor especial en el departamento de comunicación comunitaria de Gambit Hill+Knowlton de 2008 a 2012 y director general de la organización de interés Forum Nye Bergensbanen de 2012 a 2013. En 2021, trabajó como vicepresidente ejecutivo de comunicaciones y relaciones públicas en Avinor.
Fue miembro de la junta nacional de Norsk Målungdom de 1992 a 1997, miembro de la junta municipal de Hol de 1992 a 1995, miembro del consejo del condado de Buskerud de 1995 a 2002, miembro de la junta central de Unge Høyre de 1996 a 2000 y líder de la misma organización de 1998 a 2000.En total estuvo 21 días como representante adjunto en el Storting en el período 2001-2009. Fue asesor de información del grupo Storting del Partido Conservador entre 2001 y 2004, asesor político de la ministra Erna Solberg en el Ministerio de Asuntos Locales y Regionales entre 2004 y 2005, asesor de información y contacto de prensa para el grupo Storting y para la líder del partido Erna Solberg entre 2005 y 2008. así como secretario de Estado en el Ministerio de Transporte de 2013 a 2015, y nuevamente a partir de 2020.Fue secretario general del Partido Conservador de 2015 a 2020.